# Admiral Muskwe
Admiral Dalindlela Muskwe (ur. 21 sierpnia 1998 w Leicesterze) – zimbabwejski piłkarz grający na pozycji napastnika. Od 2021 jest zawodnikiem klubu Luton Town.

## Kariera klubowa
Swoją karierę piłkarską Muskwe rozpoczynał w 2007 roku w juniorach Leicester City. Od 2016 roku grał w zespole U23 Leicester. W styczniu 2020 został wypożyczony do grającego w League Two, Swindon Town, w którym zadebiutował 1 lutego 2020 w wygranym 2:1 domowym meczu z Exeter City. W Swindon Town spędził pół roku.
W styczniu 2021 Muskwe ponownie został wypożyczony, tym razem do Wycombe Wanderes grającego w EFL Championship. W nim swój debiut zaliczył 9 marca 2021 w przegranym 0:1 wyjazdowym meczu z Queens Park Rangers. W Wycombe grał przez pół sezonu.
W lipcu 2021 Muskwe odszedł z Leicester City do Luton Town. Swój debiut w nim zanotował 7 sierpnia 2021 w zwycięskim 3:0 domowym spotkaniu z Peterborough United.
| Sezon   | Klub              | Kraj   | Rozgrywki      | Mecze | Gole |
| ------- | ----------------- | ------ | -------------- | ----- | ---- |
| 2019/20 | Leicester City    | Anglia | Premier League | 0     | 0    |
| 2019/20 | Swindon Town      | Anglia | League Two     | 5     | 0    |
| 2020/21 | Leicester City    | Anglia | Premier League | 0     | 0    |
| 2020/21 | Wycombe Wanderers | Anglia | Championship   | 17    | 3    |

## Kariera reprezentacyjna
W reprezentacji Zimbabwe Muskwe zadebiutował 8 listopada 2017 w przegranym 0:1 towarzyskim meczu z Lesotho, rozegranym w Maseru. W 2022 roku został powołany do kadry na Puchar Narodów Afryki 2021. Na tym turnieju rozegrał dwa mecze grupowe: z Malawi (1:2) i z Gwineą (2:1).